# Eutelsat Quantum
Eutelsat Quantum est un satellite de télécommunications européen développé dans le cadre d’un partenariat public-privé entre l'Agence spatiale européenne (ESA), l’opérateur Eutelsat et Airbus Defence and Space. Opéré par Eutelsat, il permet de configurer la performance et la zone de couverture du satellite en fonction des besoins. Il est placé en orbite géostationnaire. Sa longitude peut être modifiée pour servir n'importe quelle région du monde.
Le satellite est lancé le 30 juillet 2021 par une fusée Ariane 5, qui accueille également dans sa coiffe le satellite brésilien Star One D2 (en). Quantum est le 36e satellite Eutelsat lancé par Arianespace et également le 132e satellite d'Airbus Defence and Space à être lancé par Arianespace.
Le satellite utilise des propulseurs conventionnels. La charge utile, qui permet des communications dans la bande Ku, consomme une puissance de 5 kW. Un équipement clé du satellite est son antenne réseau à commande de phase, produite par la division espagnole CASA d'Airbus.

## Capacité de reprogrammation en orbite
Il est désormais possible de définir des faisceaux à couverture modulable afin de permettre le suivi de cibles (navires, avions, troupes au sol…) et ainsi d'apporter à leur bord des communications mobiles.
Outre la couverture, la bande passante peut être également modulée en termes de puissance, de fréquence et de largeur de bande. Le satellite dispose également de capacités de détection et de mitigation des tentatives de brouillage de ses communications.
Enfin, la grande réactivité permise bénéficiera aussi aux gouvernements en cas de catastrophes naturelles ou d'opérations de surveillance.

## Historique
Le contrat établissant le partenariat public-privé entre l'ESA, Eutelsat et Airbus Defence and Space est signé le 9 juillet 2015 dans les locaux du Centre européen des applications spatiales et des télécommunications à Harwell, près d'Oxford au Royaume-Uni. Il établit le rôle d'Eutelsat dans l'exploitation et la commercialisation du satellite, et celui d'Airbus dans sa fabrication. Airbus conçoit la charge utile dans ses installations de Portsmouth en utilisant la nouvelle plateforme "GMPT" développée à Guildford par sa filiale Surrey Satellite Technology. Ces travaux sont soutenus par l'ESA et l'agence spatiale du Royaume-Uni dans le cadre du programme ARTES pour un lancement initialement prévu en 2019,.
Le développement de l'antenne prend du retard et nécessite quatre années à la branche espagnole d'Airbus DS et ses partenaires industriels (Crisa, Arquimea et GMV) avec le soutien du Centre pour le Développement des Technologies Industrielles (CDTI). L'antenne active en bande Ku, dotée de huit faisceaux indépendants reconfigurables, est dévoilée à Madrid le 21 novembre 2019 sous l’appellation ELSA+ (ELectronically Steerable Antenna+). Les travaux conduits s'appuient sur les précédentes réalisations d'Airbus dans ce domaine, en particulier l'instrument DRA/ELSA conçu pour Hispasat 36W1, l’antenne IRMA (In-orbit Reconfigurable Multibeam Antenna) du satellite militaire Spainsat, et l’antenne active de Gaia.
Quantum est assemblé et testé de 2019 à 2020 dans les installations Airbus DS de Toulouse, d'où il est expédié le 30 juin 2021 vers le Centre spatial guyanais, avant d'y être lancé avec succès le 30 juillet lors du vol Ariane 254,.